# Pâncota
Pâncota (ungarsk: Pankota) er en by i distriktet Arad, Crișana i Rumænien. Byen ligger 37 km fra distriktshovedstaden (Arad), i den centrale del af distriktet, i området mellem Arad-plateauet og Zărand-bjergene (del af Apusenibjergene). Byens administrative område er på 70,9 km². Byen administrerer en landsby, Măderat (Magyarád) og har 6.787 (2021) indbyggere.
Den første omtale i dokumenter af lokaliteten går tilbage til 1202-1203, hvor den var kendt som villa Pankota.

## Historie
Byens centrum blev hærget af angribere i flere omgange. Tyrkerne erobrede byen gentagne gange. I 1687 kom den under Habsburgerrigets administration, hvilket blev bekræftet ved Karlowitztraktaten i 1699.
Indtil 1918 var Pâncota en del af Det østrigske monarki, provinsen Ungarn; i Sankt Stefanskronens lande efter Kompromiset af 1867 i Kongeriget Ungarn.
Postkontoret blev åbnet i 1855. Ved Trianon-traktaten (1920) blev Arad-området henregnet til Rumænien (den Storrumænske Union).